# Chorizagrotis adumbrata
Chorizagrotis adumbrata là một loài bướm đêm trong họ Noctuidae.